# بول ميرتن (ممثل كوميدي)
بول مارتن (بالإنجليزية: Paul Merton)‏ (و. 1957  م) هو ممثل كوميدي، وممثل، وكوميدي ارتجالي، ومرتجل، ومقدم تلفزيوني، وكاتب سيناريو، وممثل تلفزي بريطاني، ولد في لندن.

## التعليم
تعلم في Wimbledon College ‏
.

## وصلات خارجية
- بول مارتن على موقع IMDb (الإنجليزية)
- بول مارتن على موقع ميوزك برينز (الإنجليزية)
- بول مارتن على موقع أول موفي (الإنجليزية)
- بول مارتن على موقع قاعدة بيانات الفيلم (الإنجليزية)